# Locris sylvatica
Locris sylvatica är en insektsart som beskrevs av Victor Lallemand 1923. Locris sylvatica ingår i släktet Locris och familjen spottstritar. Inga underarter finns listade i Catalogue of Life.